# Acacia ixiophylla
Acacia ixiophylla é uma espécie de leguminosa do gênero Acacia, pertencente à família Fabaceae.